# Эрдоганизм

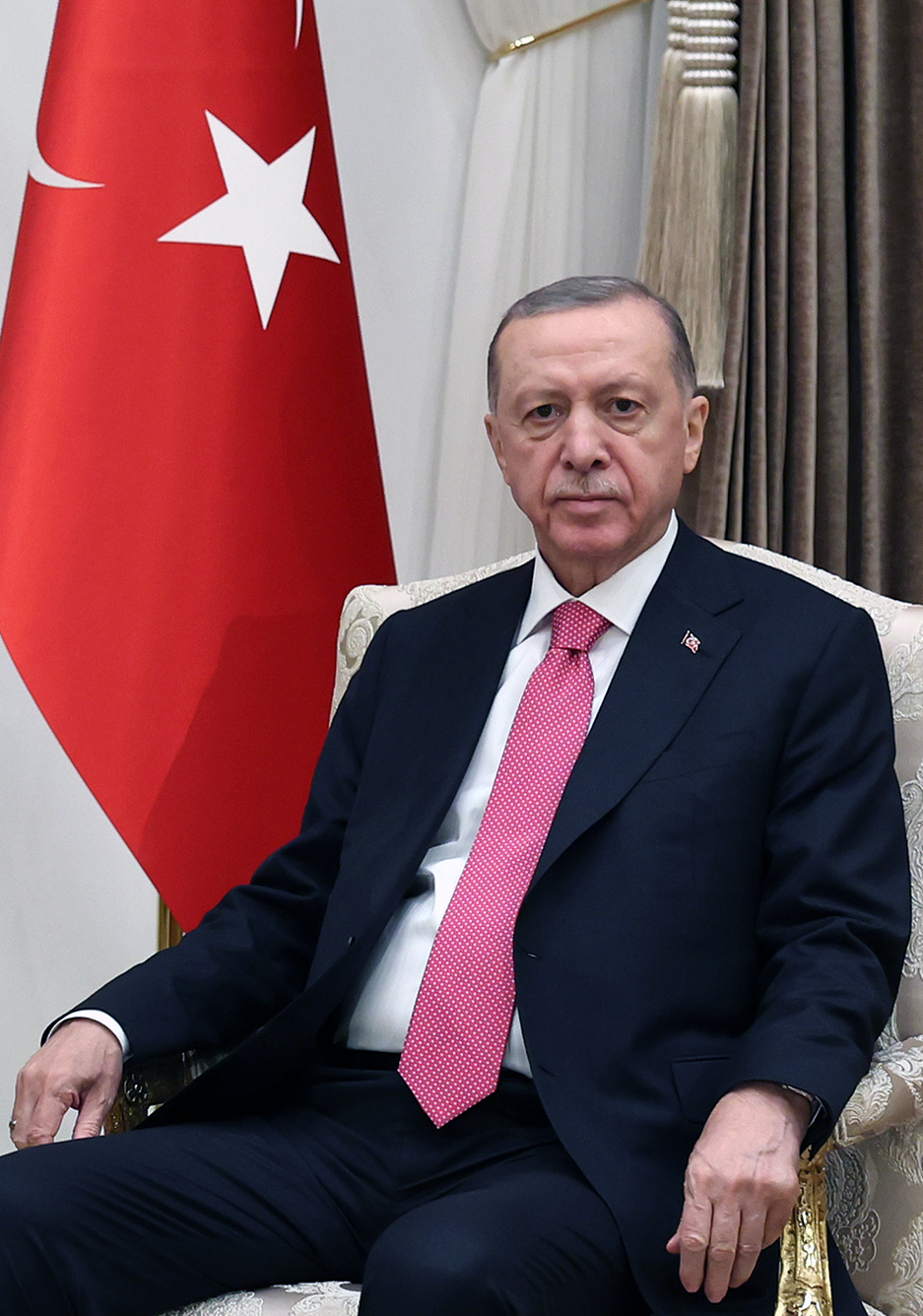
Реджеп Тайип Эрдоган в марте 2023 года

Эрдоганизм (тур. Erdoğanizm), также тайипизм (тур. Tayyipçilik) — идеология турецкого политика Реджепа Тайипа Эрдогана, который был премьер-министром с 2003 года и до своего избрания на должность президента в 2014 году.
При поддержке, полученной в значительной степени благодаря харизме, эрдоганизм был описан как «сильнейшее явление в Турции со времен кемализма» и пользовался широкой поддержкой по всей стране до турецкого финансового кризиса 2018 года, который привёл к значительному снижению популярности Эрдогана. Идеологические корни эрдоганизма берут начало в турецком консерватизме, а основной политической силой является правящая Партия справедливости и развития (ПСР), которую сам Эрдоган и основал в 2001 году.

## Обзор
В качестве персонифицированной версии консервативной демократии, идеологии Эрдогана и его партии, ключевые идеалы эрдоганизма включают сильное централизованное руководство, вдохновлённое религией, основанное, прежде всего, на согласии на выборы и в меньшей степени на разделении властей и институциональной системе сдержек и противовесов. Критики часто называют политическое мировоззрение Эрдогана авторитарным и «выборной диктатурой». Ориентация эрдоганизма на выборы часто описывалась как нелиберальная демократия иностранными лидерами, такими как премьер-министр Венгрии Виктор Орбан.
Эрдоганизм также находится под сильным влиянием идеологии создания «Новой Турции», отхода от основополагающих кемалистских принципов Турецкой Республики и отмены основных закреплённых конституционных идеалов, которые расходятся с видением Эрдогана, таких как секуляризм. Сторонники эрдоганизма часто призывают к возрождению культурных и традиционных ценностей Османской империи и критически относятся к прозападным социальным реформам и модернизации, инициированным основателем Турецкой Республики Мустафой Кемалем Ататюрком. Массовая поддержка эрдоганизма в основном проистекает из развития культа личности вокруг Эрдогана, а также преобладания харизматического авторитета. Роль Эрдогана как главного защитника турецких консервативных ценностей проявилась в форме лозунгов на президентских выборах Турции, таких как «Человек нации» (тур. Milletin Adamı).

## История

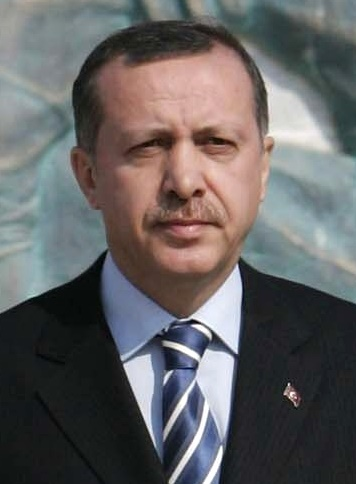
Реджеп Тайип Эрдоган, чьи идеалы и политическую повестку стали называть «эрдоганизмом»

Термин «эрдоганизм» впервые появился вскоре после победы Эрдогана на парламентских выборах 2011 года. В то время он преимущественно описывался как либеральные экономические и консервативные демократические идеалы Партии справедливости и развития, слитые с демагогией Эрдогана и культом личности. Использование этого термина увеличилось в связи с более широким присутствием Эрдогана на мировой арене, в основном из-за его активной внешней политике, во многом основанной на неоосманизме, одном из ключевых факторов эрдоганизма.

## Главные ценности
Влиятельное американское издание Foreign Policy охарактеризовало эрдоганизм как идеологию, в основе которой лежит культ личности, формирующийся вокруг Эрдогана, и назвал его формой популистского авторитаризма, аналогичного путинизму в России. Foreign Policy включил в ключевые атрибуты эрдоганизма также неоосманизм (прославление Османской империи), исламизм, подозрения в отношении западного политического вмешательства на Ближнем Востоке, отказ от кемализма, ограничение демократического процесса и выборов.

### Конфликт с исламизмом
Хотя элементы эрдоганизма, особенно политическая риторика, используемая его сторонниками, во многом были вдохновлены исламизмом, обширный культ личности, окружающий Эрдогана, как утверждается, отсёк от него жестких исламистов, которые скептически относятся к его господству в государственной политике. Центральная и всеобъемлющая власть Эрдогана, центральная тема эрдоганизма, подвергалась критике со стороны исламистов, которые считают, что преданность последователей должна быть направлена не к лидеру, а к Аллаху и исламу. Таким образом, всеобъемлющее господство Эрдогана вызвало критику со сторона исламистов, особенно таких исламистских партий, как Партия счастья, которые утверждали, что эрдоганизм основан не на исламизме, а на авторитаризме с использованием религиозной риторики для получения общественной поддержки среди консервативно настроенной части населения Турции.